# Protognathia waegeli
Protognathia waegeli är en kräftdjursart som beskrevs av Oleg Grigor'evich Kussakin och Rybakov 1995. Protognathia waegeli ingår i släktet Protognathia och familjen Protognathiidae. Inga underarter finns listade i Catalogue of Life.